# Resighea, Satu Mare
Resighea este un sat în comuna Pișcolt din județul Satu Mare, Transilvania, România.

## Istorie

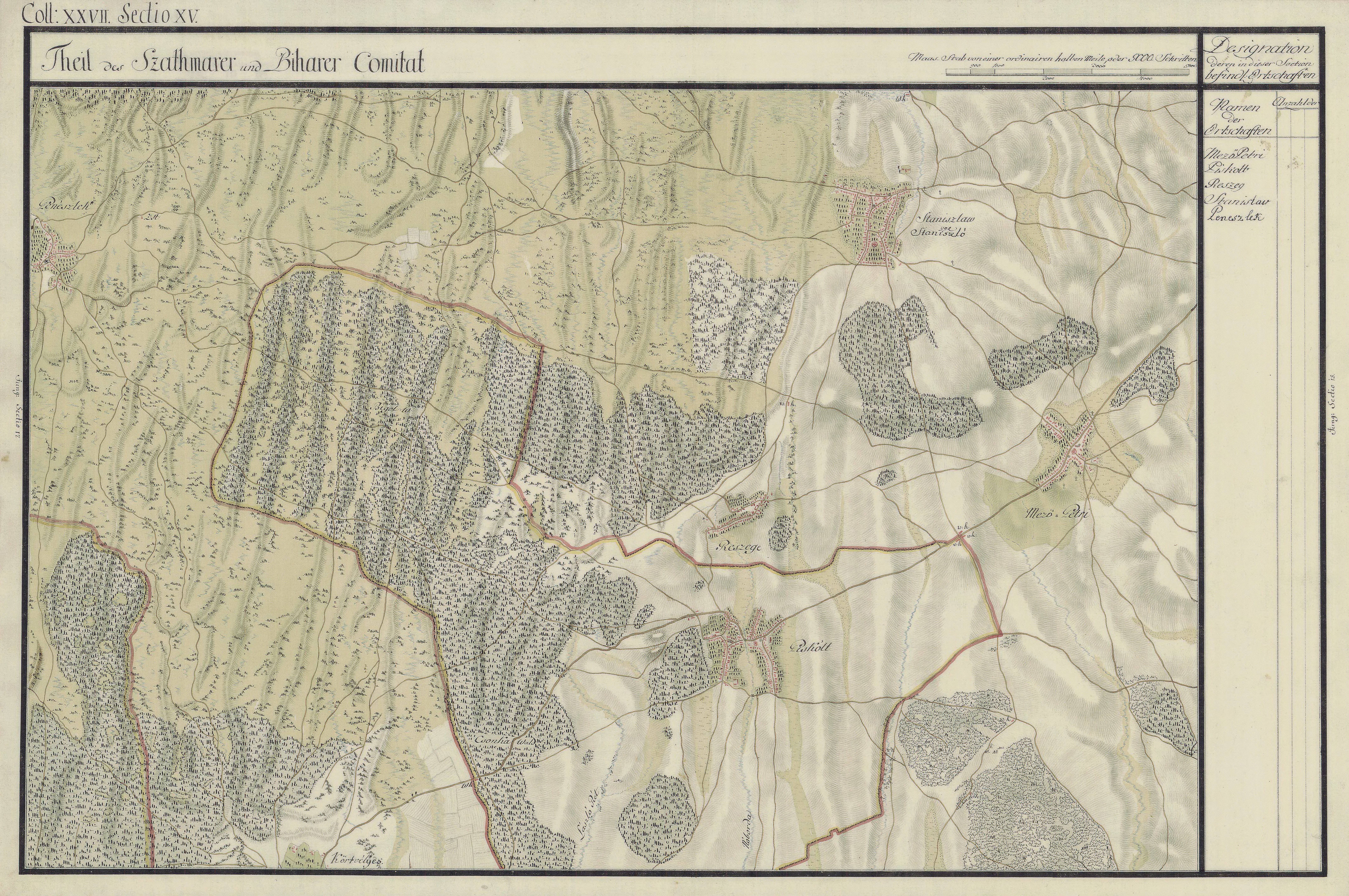
Resighea în Harta Iosefină a Regatul Ungariei.

Așezarea a fost menționată pentru prima dată într-un document din 1215.
În 1284 satul era împărțit în două așezări, menționate cu numele Reszege (Resighea) și Nagyreszege (Resighea Mare).
Lőrinci Grech, membru al familiei Gutkeled din Zagreb, Croația, strămoșul familiei Adonyi, a cumpărat niște pământ lângă Resighea Mare de la Mihály, Pál și Benedek, fii lui Mikó Toh.
La începutul secolului al XIV-lea Resighea a aparținut cetății Satu Mare. În 1330, regele Carol Robert de Anjou a dat pământul satului lui István Nagysemlyéni și familiei Csenger. Apoi în 1381, familia Kállay deținea o parte din sat, ce o schimbase cu familia Csaholyi. În 1420 familia Mindszenty pusese stăpânire pe administrația satului. La acea vreme, Resighea era un punct de frontieră. În secolul al XV-lea satul a fost stăpânit și de familiile Kőrösi, Dobó, Barabási, Kidei, Nyársapáti, Butkai. 
În 1421, membrii familiei Károlyi dețineau niște pământ în sat, care a rămas sub controlul lor până în secolul al XVIII-lea. În 1720, János Jasztrabszky cu o donație regală a obținut zona, care a rămas sub administrația urmașilor săi până în secolul al XX-lea.
În 1880 la Resighea locuiau 417 persoane, dintre care 355 români, 53 maghiari, 8 germani și 1 slovac. Pe acea vreme satul aparținea Comitatului Sătmar din Regatul Ungariei, parte a Imperiului Austro-Ungar. După Tratatul Trianon Resighea devine parte din România în cadrul Județului interbelic Sălaj și în apropriere, în anul 1921, se întemeiază satul Scărișoara Nouă. Cu Dictatul de la Viena din 1940 Resighea intră iarăși în administrația Ungariei, până la sfârșitul celui de-al Doilea Război Mondial. Pe vremea comunistă devine parte din Regiunea Bihor, apoi Regiunea Oradea, din 1960 Regiunea Crișana și din 1968 până astăzi se află pe teritoriul Județului Satu Mare.
În 2002 la Resighea locuiau 469 de persoane, dintre care 384 români, 73 maghiari, 5 țigani, 4 ucraineni și 3 germani.

## Obiective turistice
- Biserica greco-catolică, ridicată în 1870. În sat numai exista biserica greco catolica pt .ca a fost schimbată in ortodoxă.
- Biserica romano-catolică, construită în 1870 de către familia Jasztrabszky. Cimitirul familiei se găsește tot aici.